# Дом «Tecla»

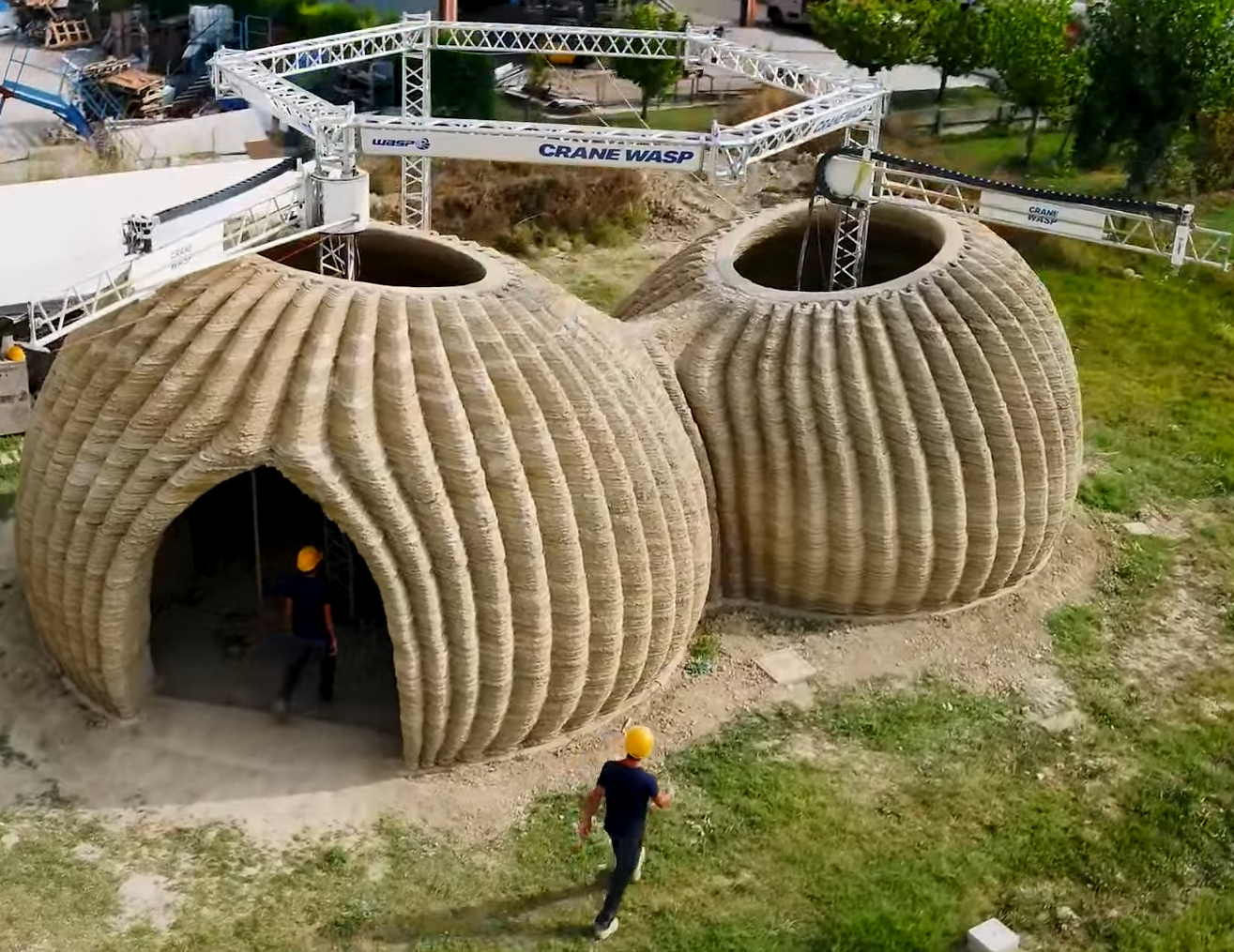
Дом «Tecla» в 2021.

Дом Tecla — это прототип эко-жилого дома, напечатанного на 3D-принтере из глины. Первоначальная модель была разработана итальянской архитектурной фирмой Mario Cucinella Architects (MCA) и построена итальянскими специалистами по 3D-печати WASP в 2021 году. Это первый в мире дом, полностью напечатанный из смеси местного грунта и воды на 3D-принтере. Название является словообразовательной комбинацией из английских слов Technology (технология) и clay (глина)

## История
Проект был первоначально разработан основателем WASP Массимо Моретти и, через исследования образовательного центра School of Sustainability (SOS), основанного Кучинеллой, основателем MCA Марио Кучинелла. 3D-принтер Crane WASP, использованный для строительства, был также использован для аналогичного проекта «GAIA» — первого 3D-напечатанного здания из земли, которое было завершено в 2018 году, примерно через 7 лет после основания компании WASP в 2012 году, когда принтер еще имел только один печатающий элемент. Печать началась в сентябре 2019 года. Tecla является решением таких проблем,  как нехватка доступного жилья и Глобальное потепление, сочетая старинные технологии (землебит, глинобит ) с новейшими технологиями3 D-печати.

## Технология

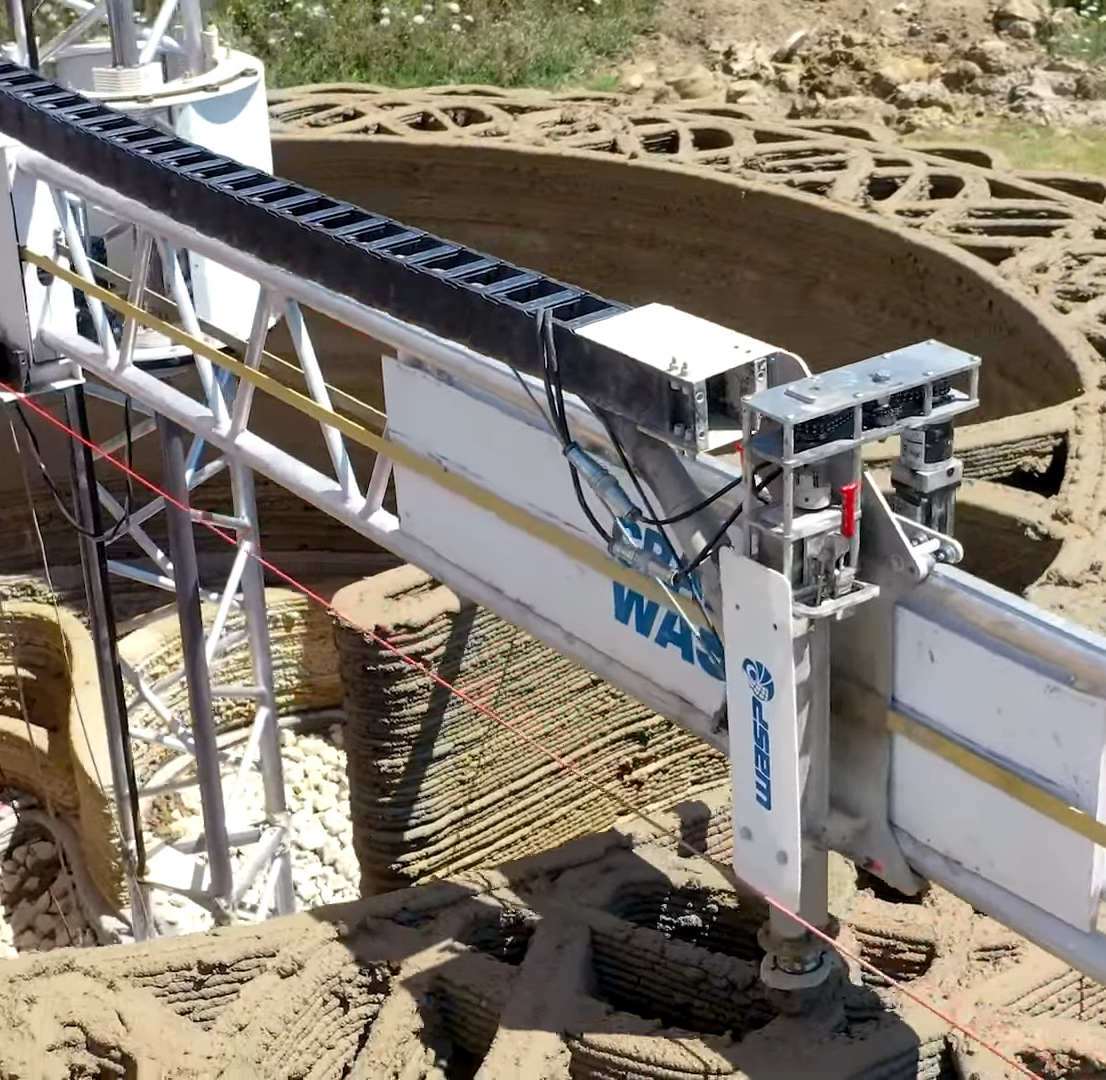
Один из элементов принтера

Для строительства использовалась 3D-печать с использованием технологии Crane WASP. Это первый 3D-принтер, который может печатать конструкции из сырой земли и имеет модульную конструкцию. Он состоит из программного обеспечения, стационарной установки и двух синхронизированных печатающих элементов, которые одновременно могут напечатать площадь до 50 м³ каждый.
Материал состоит из местной глины, смешанной с водой, волокнами из рисовой шелухи и вяжущего вещества (которое составляет менее 5% от общего объема.). Изоляционный материал для теплоизоляции состоит из рисовой шелухи и рисовой соломы, полученной от отходов рисоводства. Состав смеси и наполнение стен могут быть оптимизированы в зависимости от местного климата. Одна из первых стадий строительства — это этап выемки земли и смешивания, когда экскаватор выкапывает местную землю, она анализируется и смешивается с водой и добавками.
Кучинелла считает, что этот подход можно повторить в разных частях мира, используя любые доступные местные материалы, и он может быть особенно полезен в неблагополучных сельских районах, где промышленные строительные материалы можeт быть труднее найти.
Дом состоит из двух модулей высотой до 4,2 м, имеет площадь около 60 м³, 60 кубических метров натуральных материалов и может быть напечатан за 200 часов. Для этого требуется 7000 G-кодов машин, ~1200 кВт⋅ч, 350 слоев стройматериала по 12 мм и 150000 линейных метров экструзии. 
Этому способствовал тот факт, что конструкция была спроектирована как полностью самоподдерживающаяся — она не требует никакой другой каркасной конструкции и может выдерживать собственный вес. Минималистский подход к использованию материалов — по сути, весь дом создается из одного материала за один раз — означает, что риск осложнений на строительной площадке низок, что помогает делу двигаться эффективнее и быстрее.
Как и в случае с любым 3D-печатным продуктом, Дизайн может быть изменен для улучшений и адаптации к различным целям и средам.
«Встроенная мебель производится в рамках процесса 3D-печати, что позволяет жильцам мгновенно пользоваться этими жилищами», — говорят архитекторы. «Это было важным соображением для Mario Cucinella Architects, поскольку студия хотела использовать технологии 3D-печати для решения как острых жилищных чрезвычайных ситуаций, для которых особенно подходит быстрое строительство жилья TECLA, так и долгосрочного жилищного кризиса во всем мире». Tакие компоненты, как двери и окна, были установлены после печати.
Заинтересованные стороны также могут приобрести полную установку Crane WASP за 160 000 евро .Здания имеют куполообразную форму, большую стеклянную дверь и потолочные окна. По состоянию на 2021 год, единственный прототип не имеет окон и не окрашен.

Строительство велось в сотрудничестве с рядом итальянских компаний и организацией Massa Lombarda в качестве институционального партнера.

## Возможности применения и проблемы

Таймлапс печати

Использование местных природных материалов снижает отходы и выбросы парниковых газов.
Данные и прогнозы свидетельствуют о возрастающей значимости зданий, которые являются одновременно дешевыми и экологичными. Например, согласно отчету 2020 года, строительный сектор ответственен за около 38 % всех выбросов углекислого газа, связанных с энергией. Прогнозируется, что в будущем миграционные кризисы — отчасти из-за глобального потепления — будут усиливаться. ООН оценивает, что к 2030 году около 3 миллиардов людей или около 40 % мирового населения будут нуждаться в доступном и дешевом жилье.
Здания, такие как прототип Tecla, могут быть очень дешевыми, хорошо теплоизолированными, адаптируемыми к климату, устойчивыми и защищенными от негативных климатических воздействий. Кроме того, такие дома могут быть произведены с относительно легко и быстро, потребляя меньше энергии. Они могут снизить высокий углеродный след, связанный с использованием бетона, уменьшить уровень бездомности. и помочь в предоставлении жилья для жертв природных катастроф, а также, благодаря передаче знаний и технологий местным жителям, для возможных мигрантов в Европу рядом с их родиной, а не как ранее, в далекие страны. В FAZ дом Tecla был назван «прототипом уютного двухкомнатного дома-первобытного типа», «из которого может вырасти целая эко-деревня» – он выглядит «как два сросшихся шарообразных кактуса, только без шипов».
Прототип проходит испытания на структурную и термическую эффективность.
Для транспортировки машин, используемых в строительстве, требуется столько места, сколько занимает стандартный контейнер. Дом Tecla не производится в массовом масштабе и не является достаточно дешевым, чтобы простые граждане могли позволить себе его приобрести. Среди недостатков печати из глиняных смесей — ограничения по высоте или горизонтальному пространству, продолжительное время возведения, поскольку смесь при нынешних технологиях должна сохнуть недели, а также другие проблемы, связанные с новизной продукта, такие как проблемы с подключением к трубопроводным системам. Хотя они, вероятно, не будут подходить для решения проблем перенаселенности, например, в Китае, их внедрение может привести к социальным инновациям  и снижению неприязни по отношению к беженцам и мигрантам в странах Африки и Ближнего Востока.